# Bulbophyllum coweniorum
Bulbophyllum coweniorum é uma espécie de orquídea (família Orchidaceae) pertencente ao gênero Bulbophyllum. Foi descrita por Jaap J. Vermeulen e P.O'Byrne em 2003.